# Parco nazionale dell'Arcipelago di La Maddalena
Il Parco nazionale dell'Arcipelago di La Maddalena (in gallurese: Parcu naziunali di l'Arcipelagu di la Maddalena, in sardo: Parcu natzìonale de s'Arcipelagu de sa Madalena) è un parco geomarino istituito nel 1994.

## Gestione

### Provvedimenti istitutivi
Il parco è stato istituito con la legge 4 gennaio 1994, n. 10 a cui è seguita l'istituzione dell'ente Parco con D.P.R. del 17/05/96.

### Ente gestore
In linea con la legge quadro sulle aree protette del 6 dicembre 1991, n. 394, l'ente gestore è l'ente Parco nazionale dell'Arcipelago di La Maddalena, istituito con D.P.R. del 17 maggio 1996, e avente la propria sede nel Comune di La Maddalena: la sede principale, comprendente gli tutti gli uffici amministrativi (direzione, ufficio relazioni col pubblico, ufficio ambiente, ufficio tecnico, ufficio ragioneria), si trova in via Giulio Cesare 7 a La Maddalena, a circa duecento metri dall'attracco dei traghetti di linea, mentre nel centro storico, in via Azuni, si trova la sede della Presidenza, dell'ufficio stampa e dell'ufficio che si occupa della progettazione comunitaria.
Nel 1998 presidente dell'ente Parco è Ignazio Camarda e viene incaricato un comitato di gestione provvisorio. Nel gennaio 2002 gli sussegue Gianfranco Cualbu, mentre un anno dopo si insedia il consiglio direttivo dell'ente, che delibera a maggio 2003 l'elezione della giunta esecutiva del parco nazionale.
Il 15 dicembre 2006 con decreto DEC/DPN/2361, il parco viene commissariato e viene affidato al commissario straordinario Giuseppe Bonanno, poi diventato presidente il 31 maggio 2007 per effetto del D.M. DEC/DPN/976 e riconfermato con DEC/GAB/175 il 22 ottobre 2012. Un nuovo consiglio direttivo diventa effettivo solo a gennaio 2008 e vede scadere il proprio mandato a gennaio 2012..
Da febbraio 2018 è presidente dell'ente Fabrizio Fonnesu, che sostituisce, dopo 14 mesi di commissariamento straordinario, il comandante della Capitaneria di Porto di La Maddalena Leonardo Deri. Nel febbraio 2020 viene nominato nuovo direttore esecutivo il geologo Michele Zanelli cui succede il dott. Giulio E.M. Plastina nel 2022.
L'ente Parco fornisce un servizio gratuito di visita virtuale per apprezzare le bellezze dell'arcipelago anche a distanza.

## Territorio
Il territorio è prevalentemente marino (circa il 78%) e fa parte del Santuario per i mammiferi marini.Insieme alla Riserva naturale delle Bocche di Bonifacio andrà a costituire il Parco internazionale delle Bocche di Bonifacio.

### Superficie
Il parco copre una superficie terrestre di 5.100 ettari e una superficie marina di 15.046 ettari, su un fronte di ben 180 km di coste, estendendosi dalle Bocche di Bonifacio e comprendendo tutte le isole appartenenti all'Arcipelago di La Maddalena, fino a poca distanza dalla costa della Gallura, dove si trovano le isole minori di fronte appartenenti al parco, come l'isola di Mortorio, a protezione integrale.

### Comuni
Il parco comprende tutte le isole e gli isolotti appartenenti al comune di La Maddalena in provincia di Sassari, in Sardegna.

### Accessi
Dal paese di La Maddalena partono traghetti per Palau, che dista 40 km da Olbia, 140 km da Nuoro, 110 km da Sassari, 120 km da Porto Torres e 290 km da Cagliari.
L'aeroporto più vicino è quello di Olbia che dista 45 km da Palau.

## Ambiente

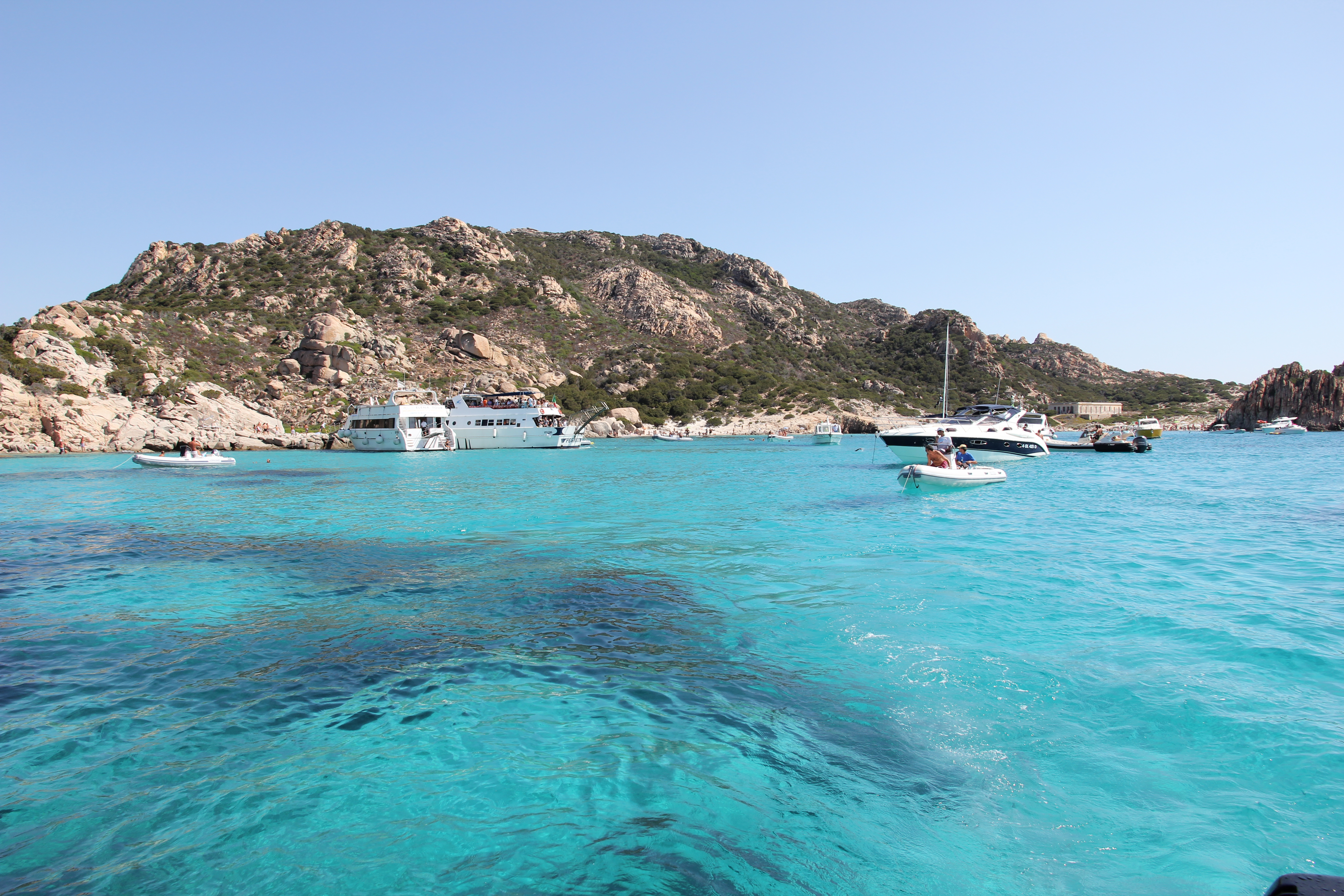
L'isola di Spargi

### Flora

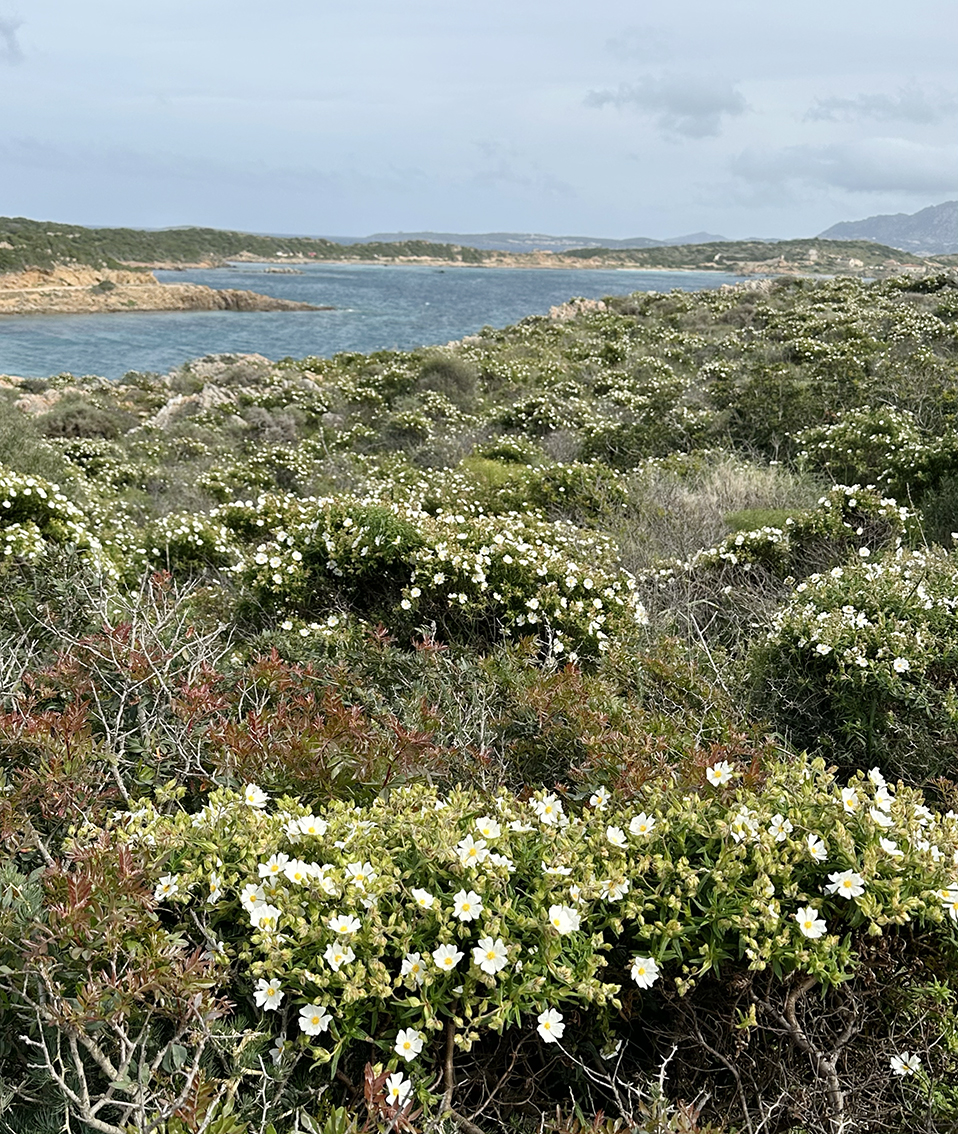
Macchia a cisto in fiore.

L'arcipelago maddalenino è dominato da una macchia tipica dell'area mediterranea, con formazioni vegetali quali mirto, ginepro, corbezzolo, lentisco, elicriso, erica, ginestra, fillirea, cisto, euforbia, rosmarino selvatico, giglio di mare, orchidea selvatica.
A causa del forte vento che colpisce di tanto in tanto il territorio, delle caratteristiche geomorfologiche e delle qualità biologiche del suolo, nell'arcipelago si sono sviluppate componenti endemiche quali l'Artemisia densiflora sull'isola di Razzoli e i ginepreti di ginepro fenicio in quasi tutte le isole.
Sull'isola di Caprera sono presenti delle ampie pinete, la cui leggenda vuole che a piantare il primo pino sia stato Giuseppe Garibaldi nei pressi della sua abitazione. Le specie di pini presenti a Caprera sono quattro: principalmente troviamo il pino domestico, a cui fanno seguito il pino d'Aleppo e il pino marittimo, oltre a qualche esemplare di pino delle Canarie.
Nell'ambito della flora marina si possono riscontrare numerose praterie di Posidonia oceanica.

### Fauna

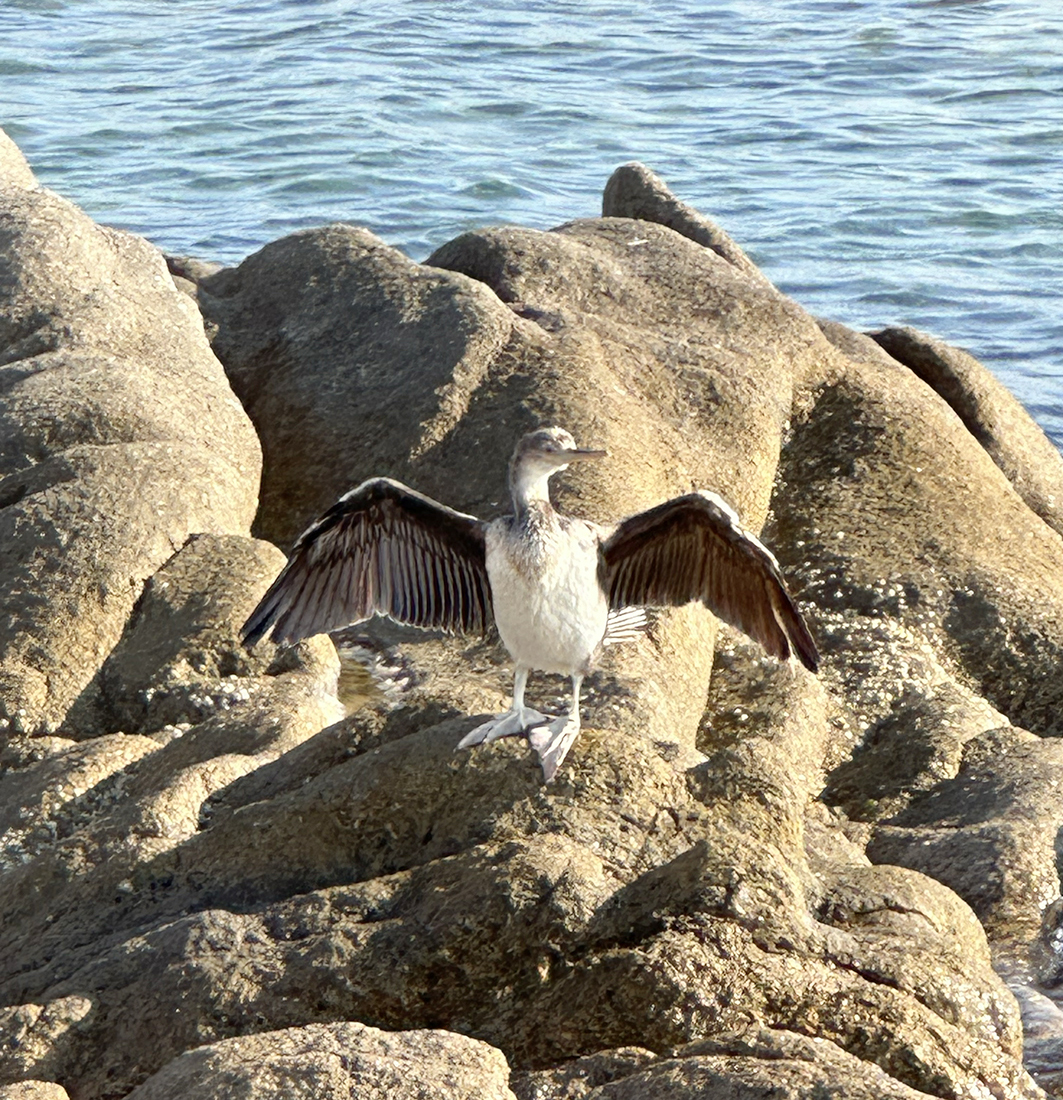
Giovane esemplare di marangone dal ciuffo.

Nelle isole del Parco si può notare il passaggio e il riparo di numerosi uccelli migratori e stanziali, fa cui troviamo la berta maggiore, il gabbiano corso e il gabbiano reale, l'uccello delle tempeste, il marangone dal ciuffo.
I vertebrati terrestri comprendono oltre 110 specie, mentre a livello di fauna marina il numero delle specie sale a 500 (fra queste troviamo la cernia bruna, strettamente protetta).
Sull'isola di Caprera troviamo una popolazione autoctona di capre che vivono allo stato brado, di cui non si conosce l'origine e che si differenziano a livello genetico dalle capre del territorio sardo.
Sulle isole di La Maddalena, Caprera e Spargi sono stati inseriti, per mano umana, forse a scopo venatorio, esemplari di cinghiale, che si sono negli anni riprodotti e ibridati con il maiale domestico, creando non pochi problemi alla fauna e alla flora locali.

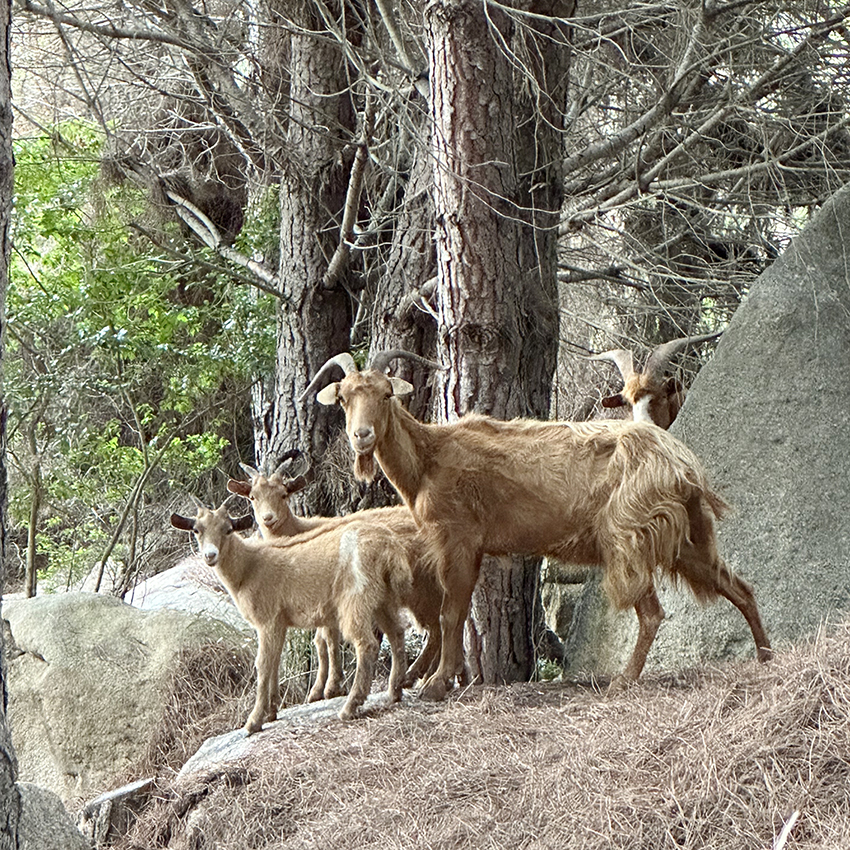
Capre e caprette in una pineta di Caprera.

## Cultura
Nel 2021 è stato istituito un fondo per premiare tesi di laurea che abbiano posto l'attenzione sul territorio e sulle specificità del Parco. Il premio è intestato alla memoria di Francesco Nardini, storico e giornalista, ed è suddiviso in due categorie: 1) “Parco nazionale Arcipelago di La Maddalena: passato, presente, futuro"; 2)  “Parco nazionale Arcipelago di La Maddalena: biodiversità, scienza e natura”.